# 崔寧 (唐朝)
崔寧（723年—783年11月10日），本名盱，定州安平县人（今河北省衡水市安平县）人。

## 生平
世代儒教，獨喜縱橫事，客居劍南。從李宓討雲南，無功。行軍司馬崔論薦為牙將。大曆三年（768年），奉詔進京，留其弟崔寬守城，賜名崔寧。瀘州刺史楊子琳攻成都，崔盱夫人任氏出家財十萬募集士勇千人，擊潰楊子琳，保全成都。加封崔盱為冀國公。封任氏為冀國夫人。元載授崔寧為西川節度使。
崔寧到蜀，厚斂財貨，將吏之妻妾多為崔寧所污逼。累加尚書左僕射。其弟崔寬留京城深結元載父子，擢御史中丞，崔審至給事中。十四年，入朝為御史大夫。十月，南蠻與吐蕃合兵入文川、方維、邛郲。德宗促崔寧進鎮，遂罷寧西川節度，改兼京畿觀察使、靈州大都督、單于鎮北大都護、朔方節度使、鄜坊丹延州都團練觀察等使。後德宗遭奉天之难，崔宁随驾而至，德宗很感动，慰劳崔宁，崔宁退下后便说德宗是为盧杞所误，因而觸怒卢杞。卢杞使人作伪证诬告崔宁勾结朱泚，同时朱泚为离间德宗君臣也下诏以崔宁为中书令，拜为宰相。德宗使二力士縊殺崔宁。

## 家庭

### 祖父
- 崔知礼，唐朝朝散大夫、冀州衡水县县令[2]

### 父亲
- 崔如璧，唐朝通议大夫、郑州司马[2]

### 兄弟
- 崔霈，唐朝景城郡参军[2]

## 延伸阅读
[在维基数据编辑]
 《舊唐書·卷117》，出自刘昫《舊唐書》
 《新唐書/卷144》，出自《新唐書》